# Bandai, Fukushima
Bandai (磐梯町 Bandai-machi) là thị trấn thuộc huyện Yama, tỉnh Fukushima, Nhật Bản. Tính đến ngày 1 tháng 10 năm 2020, dân sô ước tính thị trấn là 3.322 người và mật độ dân số là 56 người/km2. Tổng diện tích thị trấn là 59,77 km2.

## Địa lý

### Đô thị lân cận
- Fukushima
  - Kitakata
  - Aizuwakamatsu
  - Inawashiro
  - Kitashiobara

## Giao thông

### Đường sắt
JR East – Tuyến Tây Ban'etsu
- Bandaimachi

### Cao tốc/Xa lộ
- Cao tốc Ban-etsu